# Energiedichte
Die Energiedichte ist eine skalare physikalische Größe, welche einen Energieinhalt bezogen auf ein Volumen angibt.
In der Elektrodynamik bezieht sie sich auf die Energie, die in elektrischen und magnetischen Feldern vorliegt.
In der Kontinuumsmechanik, wie Hydrodynamik oder Aerodynamik, bezieht sie sich auf verschiedene Energieformen, wie bspw. bei elastischen Prozessen auf die Spannungsenergie.
In der Festkörperphysik bezieht sich die Energiedichte auf die Energiedifferenz zum Grundzustand, wie bspw. die Verzerrungsenergie.
Im Energie-Impuls-Tensor der allgemeinen Relativitätstheorie ist die Energiedichte der Zeitkomponente des Vierervektors zugeordnet. Aufgrund der Äquivalenz von Masse und Energie nimmt sie die Rolle der Massenverteilung ein.

## Energiedichte in der Elektrodynamik
Elektrische und magnetische Felder enthalten Energie. Diese ist proportional zum Quadrat der Feldamplituden.

### Energiedichte im Plattenkondensator
Die Energie eines geladenen Plattenkondensators berechnet sich zu
{\displaystyle W={\frac {1}{2}}CU^{2}.}
Für die Kapazität gilt:
{\displaystyle C=\varepsilon _{0}\varepsilon _{r}{\frac {A}{d}}}
Die Spannung {\displaystyle U} ergibt sich aus {\displaystyle E\cdot d}. Durch Einsetzen erhält man für die Energie:
{\displaystyle W={\frac {1}{2}}\varepsilon _{0}\varepsilon _{r}{\frac {A}{d}}E^{2}d^{2}}
Dies führt auf die Energiedichte:
{\displaystyle w_{el}={\frac {W}{V}}={\frac {1}{2}}\varepsilon _{0}\varepsilon _{r}E^{2}}

### Energie des Magnetfeldes einer Spule
Für die Energie {\displaystyle W} des Magnetfeldes einer Spule mit dem Betrag der magnetischen Flussdichte {\displaystyle B}, der Querschnittsfläche {\displaystyle A}, der Länge {\displaystyle l}, der Anzahl {\displaystyle n} der Windungen, der Stromstärke {\displaystyle I}, der magnetischen Feldkonstanten {\displaystyle \mu _{0}} sowie der relativen Permeabilität {\displaystyle \mu _{r}} ergibt sich zunächst
{\displaystyle W={\frac {B^{2}}{2\cdot \mu _{0}\cdot \mu _{r}}}\cdot A\cdot l={\frac {(n\cdot I)^{2}}{2}}\cdot \mu _{0}\cdot \mu _{r}\cdot {\frac {A}{l}}}
und dann weiter
{\displaystyle w_{B}={\frac {B^{2}}{2\cdot \mu _{0}\cdot \mu _{r}}}={\frac {(n\cdot I)^{2}}{2}}\cdot \mu _{0}\cdot \mu _{r}}
für die Energiedichte {\displaystyle w_{B}} der Flussdichte {\displaystyle B}.

### Energiedichte elektromagnetischer Wellen
Aus den Maxwell-Gleichungen kann man schließen, dass die maximale Energieabgabe elektromagnetischer Wellen in einem Stoff proportional zum Quadrat der Feldamplituden ist. Elektrisches und magnetisches Feld tragen gleichermaßen bei:
{\displaystyle w={\frac {1}{2}}\left({\vec {E}}\cdot {\vec {D}}+{\vec {H}}\cdot {\vec {B}}\right)}

## Energiedichten in der Kontinuumsmechanik
Beispiele für Energiedichten aus der Kontinuumsmechanik:
- Elastische Energiedichte (Verformungsenergie):[2] Die elastische Energie, die in einem bestimmten Volumen eines Materials gespeichert ist, wird als elastische Energiedichte bezeichnet (Formelzeichen meist {\displaystyle U}) und in mechanischen Tests (z. B. in einem Zugversuch) über {\displaystyle \textstyle U=\int \sigma \cdot \mathrm {d} \epsilon } ermittelt, wobei {\displaystyle \sigma } die mechanische Spannung und {\displaystyle \epsilon } die Dehnung ist.
- Schallenergiedichte: Die Energiedichte des Schallfelds.
- Spezifische oder molare Umwandlungsenthalpie: Die beim Wechseln des Aggregatzustands aufzuwendende oder freiwerdende Energie, bezogen auf 1 kg (spezifisch) oder 1 mol (molar).